# 5653 (année hébraïque)
5653 (hébreu : ה'תרנ"ג , abbr. : תרנ"ג) est une année hébraïque qui a commencé à la veille au soir du 22 septembre 1892 et s'est finie le 10 septembre 1893. Cette année a compté 354 jours. Ce fut une année simple dans le cycle métonique, avec un seul mois de Adar. Ce fut la quatrième année depuis la dernière année de chemitta.

## Calendrier
Ce calendrier hébraïque de l'année 5653 donne les correspondances avec les dates du calendrier grégorien.
Le premier nombre dans chaque case correspond au jour du mois hébraïque. Les jours en couleurs sont des jours remarquables juifs .
| ◄◄ | 5653 | ►► |

## Naissances
- Yitzhak-Meir Levin

## Décès
- Naftali Zvi Yehuda Berlin

5648 - 5649 - 5650 - 5651 - 5652 - 5653 - 5654 - 5655 - 5656 - 5657 - 5658